# The Wheel (2021)
The Wheel ist ein Filmdrama von Steve Pink, das im September 2021 beim Toronto International Film Festival seine Premiere feierte. Amber Midthunder und Taylor Gray spielen in den Hauptrollen das Ehepaar Albee und Walker.

## Handlung
Gerade mal 24 Jahre alt sind Walker und Albee nun bereits acht Jahre verheiratet. Um ihre Ehe zu retten, begeben sie sich von Los Angeles in den Wald, wo sie ein Airbnb angemietet haben. Ihre Gastgeberin Carly hat alles daran gesetzt, das Häuschen als einen idyllischen Zufluchtsort zu gestalten.

## Produktion
Regie führte Steve Pink. Das Drehbuch stammt von Trent Atkinson.
Eine erste Vorstellung erfolgte am 13. September 2021 beim Toronto International Film Festival.

## Rezeption
Von den bei Rotten Tomatoes aufgeführten Kritiken sind bislang 96 Prozent positiv.